# Bathymariana zebra
Bathymariana zebra är en ringmaskart som beskrevs av Levenstein 1978. Bathymariana zebra ingår i släktet Bathymariana och familjen Polynoidae. Inga underarter finns listade i Catalogue of Life.